# Голема Река (Грчка)
Голема Река или Родохори (грч. Ροδοχώρι, до 1926. грч. Γκολέμα Ρέκα, до 1955 грч. Μέγα Ρεύμα) је насељено место у општини Негуш у периферији Средишња Македонија, Грчка. Према попису из 2021. године било је 425 становника.
Голема Река је раније било словенско село, које је током Негушког устанка 1822. године разрушено од стране војске Лобут-паше. Касније су у Големој Реци повремено боравиле аромунске сточарске породице. Село је обновљено после 1923. године, када су насељене грчке избегличке породице из Турске. На попису из 1928. године у Големој Реци је било 475 становника.